# Exechiopsis distendens
Exechiopsis distendens är en tvåvingeart som först beskrevs av Paul Lackschewitz 1937.  Exechiopsis distendens ingår i släktet Exechiopsis och familjen svampmyggor. Enligt den finländska rödlistan är arten nära hotad i Finland. Arten är reproducerande i Sverige. Artens livsmiljö är naturmoskogar. Inga underarter finns listade i Catalogue of Life.